# Mohamed Abdel-Shafy
Mohamed Abdel-Shafy (arabisch محمد عبد الشافي, DMG Muḥammad ʿAbd aš-Šāfī; * 1. Juli 1985 in El Marg) ist ein ägyptischer Fußballspieler.

## Karriere

### Verein
Seine Karriere begann er in der Saison 2003/04 beim Verein ENPPI, zur Saison 2005/06 wechselte er zum Ghazl El Mahalla SC. Ab der Saison 2009/10 spielte er für al Zamalek SC, zu welchem er später nochmals wechselte. Mit dem Klub gewann er sowohl in der Saison 2012/13 als auch 2013/14 den nationalen Pokal. Von Oktober 2014 bis zum Ende der Spielzeit ging er per Leihe nach Saudi-Arabien zu al Ahli. Die Saison schloss sein Heimatklub, bei dem er bis Oktober spielte als ägyptischer Meister ab.
Zur Folgesaison wechselte er fest zu al-Ahli, bei welchem er bis Januar 2018 spielte. In dieser Zeit gewann er mit dem Klub jeweils einmal die Meisterschaft, den Pokal, den Superpcup und den Crown Prince Cup. Hiernach ging er als Leihspieler innerhalb des Landes bis zum Ende der Saison zu al-Fateh. Nach seiner Rückkehr blieb er eine weitere Spielzeit in Saudi-Arabien und schloss sich im Sommer 2019 in Ägypten wieder al Zamalek an. Hier gewann er noch einmal den Pokal der Saison 2018/19 sowie in der Saison 2019/20 erneut den Superpokal und den CAF Super Cup.

### Nationalmannschaft
Sein Debüt in der ägyptischen Nationalmannschaft gab er am 29. Dezember 2009 bei einem 1:1-Freundschaftsspiel gegen Malawi in der Startelf und wurde in der 57. Minute gegen Sayed Moawad ausgewechselt. Sein erstes Turnier war der Afrika-Cup 2010, wo er in jedem Spiel, bis auf das zweite der Gruppenphase, eingesetzt wurde. Am Ende gewann seine Mannschaft die Afrikameisterschaft im Finale mit 1:0 über Ghana. Es folgten einige Phasen, in denen er immer wieder im Wechsel eingesetzt und manchmal auch über einige Monate nicht eingesetzt wurde. 
Beim Afrika-Cup 2017 war Teil der ägyptischen Mannschaft bei einem Turnier. Nach zwei Einsätzen in der Gruppenphase über die volle Spielzeit zog er sich eine Bänderdehnung im Sprunggelenk zu. Zwar stand er im späteren Turnierverlauf auch im Kader für das Viertelfinale und das Finale, jedoch wurde er nicht eingesetzt. Während seines letzten Turniers hatte er auch seine letzten Spiele bei der Weltmeisterschaft 2018, als er in jedem Gruppenspiel zum Einsatz kam.